# Wastl Mariner
Sebastian Mariner (* 23. März 1909 in Inzing; † 3. April 1989 in Innsbruck), genannt Wastl Mariner, war ein österreichischer Alpinist und Erfinder aus Inzing.

## Leben
Mariner, gelernter Maschinenbauer, gilt als einer der Pioniere der österreichischen Bergrettung und entwickelte unter anderem die Marwa-Gummisohle für Kletterschuhe und die Marwa-Eisschraube. Auch der nach ihm benannte Mariner-Knoten wurde von ihm entwickelt. Er erfand ebenfalls den sogenannten Marwa-Karabiner mit einer Bruchkraft von 16 kN. Gemeinsam mit Wiggerl Gramminger erfand er die wichtigsten Geräte der Bergrettung von heute: das Stahlseilgerät und die Seilwinde, die Gebirgstrage und den Akia in seiner gegenwärtigen Form sowie den Abseilsack.
Von 1939 bis 1955 war er Leiter der Innsbrucker Bergrettung. Die Bergsteigerschule des Österreichischen Alpenvereins wurde von ihm gegründet und bis 1971 ehrenamtlich geleitet. So hat Wastl Mariner auch das erste Lehr- und Ausbildungsbuch für den Österreichischen Bergrettungsdienst verfasst. Auch einer der ersten filmischen Beiträge zum Thema Bergrettung zeigt die von Mariner entwickelten Bergrettungstechniken (1948).
Im Jahre 1948 lud der Österreichische Alpenverein unter der Leitung von Wastl Mariner erstmals benachbarte alpine Rettungsdienste zu einem Treffen in der „Steinernen Rinne“ am Wilden Kaiser ein. Hier wurden den Teilnehmern, dies waren Bergrettungsspezialisten und Ärzte aus Deutschland (vom DAV und der BRK-Bergwacht), aus Frankreich (SAD Armee), Italien (AVS und CAI) der Schweiz (Armee und SAC) und natürlich aus Österreich (Österreichischer Bergrettungsdienst und ÖAV) neuzeitliche Rettungsgeräte und Methoden demonstriert. Hierbei wurde die Gründung einer Arbeitsgemeinschaft zur Koordinierung des alpinen Rettungswesens im Alpenraum vereinbart. So wurde die IKAR (Internationale Kommission für Alpines Rettungswesen) 1955 in Bozen als Folge des ersten Treffens 1948 offiziell gegründet.
Mariner war Erstbegeher (1935) des Südwest-Pfeilers am Öfelekopf im Wettersteingebirge zusammen mit Hans Frenademetz und Hias Rebitsch. 1940 bestieg er zum ersten Mal die Nordwand des Hochfeiler zusammen mit Karl Haupt, Walter Nagele und Fritz Schweinitzhaupt. Mariner bestieg im Winter 1942 gemeinsam mit Paul Aschenbrenner (dem jüngeren Bruder des Bergsteigers Peter Aschenbrenner) die Nordwand der Serles. Mariner findet auch in Die weiße Spinne von Heinrich Harrer Erwähnung:

„Vor wenigen Jahren waren Dr. Heinrich Klier und Wastl Mariner zur Kleinen Scheidegg gekommen, um die Eigerwand zu machen. Die Verhältnisse waren nicht günstig gewesen. Die beiden taten etwas, das unter Eigerkandidaten leider immer seltener wird: Sie warteten nicht. Sie belagerten die Wand nicht. Sie gingen einfach bergsteigen. Ins herrliche Berner Oberland. Machten klassische Routen durch die hohen Nordwände, fanden sogar neue, schwierige, interessante Anstiege auf Berge, die bereits in die alpine Geschichte eingegangen sind, bestiegen Schreckhorn und Finsteraarhorn und Fiescherhörner und noch ein Dutzend Gipfel.“

Mariner machte 38 Erstbesteigungen, einige davon im höchsten Schwierigkeitsgrad. Am Mont Blanc du Tacul war er Zweitbegeher über das Cervasutti Coloir. Im Jahr 1954 war er Bergführer der OeAV-Expedition Hans Kinzls in der Cordillera Huayhuash. Die Expedition, an der auch Heinrich Klier teilnahm, erreichte die Gipfel Puscanturpa, Sarapo, Jirishanca Chico (Erstbesteigung) und Ninashanca. In Afrika unternahm er Touren im Ruwenzori-Gebirge und bestieg nicht nur den Mount Kenia, sondern sämtliche 5000er Afrikas (1963).  In seiner Karriere erstieg er insgesamt 3603 Gipfel.
Das Buch „Neuzeitliche Bergrettungstechnik“ wurde von Otto T. Trott und Kurt G. Beam ins Englische übersetzt und war wegbereitend für den Aufbau der alpinen Rettung in den USA. Inzwischen liegt das Buch in 7 Sprachen vor. Als einer der Ersten fand er Ende der 1960er Jahre in Versuchen heraus, dass sich der als klassischer Anseilknoten geltende Palstek unter Ringbelastung lösen kann. Grund für seine Untersuchung war ein tödlicher Kletterunfall bei einer Bergretterübung in Niederösterreich 1965.
1968 wurde ihm für seine Leistungen das Sportehrenzeichen der Stadt Innsbruck verliehen. Für seinen unermüdlichen Einsatz erhielt er den Ehrentitel „Professor“ vom österreichischen Bundespräsidenten. Noch mit 77 Jahren bestieg Mariner den Ortler. Mariner starb am 3. April 1989, nur einen Tag nach dem Tod des amerikanischen „Vaters der Bergrettung“, Ome Daiber.

## Erstbegehungen
- Öfelekopf (Südwestpfeiler), 1935
- Kleines Tschingelhorn, Berner Oberland, (mit Hermann Bischofer), 1937
- Sagwandpfeiler, Schrammacher (mit Paul Aschenbrenner), 1939
- Torsäule (Südwand) 1939
- Ebnefluh (Nordwand) 1939
- Winter-Erstbegehung Fleischbank Ostwand (mit Hias Rebitsch), 1938
- Nevada Jirishanca Chico, 1954

## Werke
- Wastl Mariner: Das Bergseil. 3. Auflage, Innsbruck 1969
- Wastl Mariner: Bergseil und seine Verwendung. 3. Auflage, München 1958
- Wastl Mariner: Neuzeitliche Bergrettungstechnik: ein Leitfaden für die Ausbildung des Rettungsmannes. 3. Auflage, Österr. Alpenverein, Innsbruck 1964
- Wastl Mariner: Karwendler Westalpenfahrt 1937. ÖAV,